# Rawas
Rawas is een bestuurslaag in het regentschap Lampung Barat van de provincie Lampung, Indonesië. Rawas telt 1693 inwoners (volkstelling 2010).